# Renaud Jay
Renaud Jay (Moûtiers, 12 de agosto de 1991) es un deportista francés que compite en esquí de fondo. Ganó una medalla de bronce en el Campeonato Mundial de Esquí Nórdico de 2023, en la prueba de velocidad por equipo.

## Palmarés internacional
| Campeonato Mundial | Campeonato Mundial  | Campeonato Mundial | Campeonato Mundial   |
| Año                | Lugar               | Medalla            | Prueba               |
| ------------------ | ------------------- | ------------------ | -------------------- |
| 2023               | Planica (Eslovenia) | Medalla de bronce  | Velocidad por equipo |